# نیروی هوایی هند
نیروی هوایی هند (انگلیسی: Indian Air Force) نیروی هوایی نیروهای مسلح هند است. از لحاظ دارایی‌های هواپیمایی و پرسنل نظامی نیروی هوایی هند در جایگاه چهارم جهان در لیست نیروهای هوایی جهان قرار دارد. وظیفه اصلی آن محافظت از مرزهای هوایی هند و اداره جنگ هوایی در حین درگیری نظامی است. نیروی هوایی هند در ۸ اکتبر ۱۹۳۲ به عنوان نیروی هوایی کمکی امپراتوری بریتانیا تاسیس شد.